# ساعت ۶ صبح
ساعت ۶ صبح فیلمی ایرانی به نویسندگی و کارگردانی مهران مدیری و تهیه‌کنندگی علی اوجی است که در سال ۱۴۰۲ ساخته شد. این اثر دومین فیلم بلند سینمایی مدیری در مقام کارگردانی است. این فیلم در ۳ مرداد ۱۴۰۳ در سینماهای سراسر ایران اکران شد.

## خلاصه داستان
دختری (سمیرا حسن‌پور) قرار است برای ادامه تحصیل به کانادا برود و ساعت ۶ صبح پرواز دارد، دوستانش به او زنگ می‌زنند که یک مهمانی برایش گرفته‌اند و او را دعوت کردند و قرار می‌شود بعد از مهمانی او را به فرودگاه ببرند، اما در همین حین ، اتفاقات عجیبی رخ می دهد...

## بازیگران
| بازیگر           | نقش       | توضیحات     |
| ---------------- | --------- | ----------- |
| مهران مدیری      | رییس پلیس | رییس پلیس   |
| سمیرا حسن‌پور     | سارا      | خواهر سیاوش |
| مهرداد صدیقیان   | سیاوش     | برادر سارا  |
| مونا فرجاد       | فریبا     | دوست سارا   |
| منصور نصیری      |           |             |
| تینو صالحی       |           |             |
| سعید زارعی       |           |             |
| روژان ایرجی      |           |             |
| خیام وقار کاشانی |           |             |
| وحید منتظری      |           |             |

## حواشی
ساعت ۶ صبح متقاضی شرکت در چهل و دومین جشنواره فیلم فجر بود، ولی مشمول ممیزی شد و برای نمایش در جشنواره نیازمند اصلاحیه شد. تیم تولید و شخص کارگردان این اصلاحیه را نپذیرفت و به جشنواره راه نیافت.